# Karl Haager
Karl Haager (* 25. Februar 1911 in Mannheim; † 3. Juli 2008 in Karlsruhe (?)) war ein deutscher Jurist. Er war von 1955 bis 1962 Richter am Bundesgerichtshof und anschließend bis 1979 Richter des Bundesverfassungsgerichts.

## Leben
Haager war nach Beendigung seiner juristischen Ausbildung 1936 zunächst bei badischen und württembergischen Justizbehörden tätig. Im Jahr 1938 wurde er promoviert.
Am Zweiten Weltkrieg nahm er als Soldat teil. Nach Kriegsende wirkte er als Richter am Oberlandesgericht Freiburg im Breisgau. 1954 wurde er an das Bundesjustizministerium abgeordnet und 1955 zum Richter am Bundesgerichtshof ernannt. Vom 9. Mai 1962 bis 7. Mai 1979 gehörte er aufgrund seiner Wahl durch den Bundestag als Nachfolger des Richters Gerhard Heiland dem Ersten Senat des Bundesverfassungsgerichts an. Sein Nachfolger wurde der Richter Hermann Heußner.
Im Mai 1979 wurde Haager mit dem Großen Verdienstkreuz mit Stern und Schulterband des Verdienstordens der Bundesrepublik Deutschland ausgezeichnet.